# Marte Monrad-Hansen
Marte Monrad-Hansen (* 22. Juli 1987) ist eine ehemalige norwegische Skilangläuferin.

## Werdegang
Monrad-Hansen gab ihr Debüt im Skilanglauf-Weltcup im März 2006 am Holmenkollen in Oslo, wo sie über 30 km Freistil Platz 47 belegte. Im Dezember 2006 erzielte sie ihre erste Top-5-Platzierung im Scandinavian Cup mit Rang vier über 10 km Freistil in Vuokatti und gewann bei den Junioren-Weltmeisterschaften 2007 in Tarvisio Silber im Skiathlon. Im Februar 2007 erreichte Monrad-Hansen mit Rang zwei über 10 km Freistil in Jõulumäe ihre erste Podiumsplatzierung im Scandinavian Cup. Beim Weltcup in Falun im März 2007 belegte sie mit der zweiten norwegischen Staffel Rang fünf. Ihre nächste Podiumsplatzierung im Scandinavian Cup gelang Monrad-Hansen im Februar 2012 mit Platz zwei im 15-km-Freistil-Massenstartrennen in Madona; ihre ersten und einzigen Weltcuppunkte erzielte im März 2012 mit Platz 28 im 30-km-Massenstartrennen in der klassischen Technik am Holmenkollen. Ihre beste Platzierung in der Gesamtwertung des Scandinavian Cups erreichte Monrad-Hansen in der Saison 2012/13 mit Rang neun. Bei der Winter-Universiade 2013 in Lago di Tesero gewann sie die Silbermedaille im 15-km-Massenstartrennen.